# 仰仁诠
仰仁诠（？—941年），中国五代十国时期政权吴越将领和政治人物，最终官至宰相。其女为吴越第三任国王钱弘佐的第二任妻子。

## 家世和效力钱元瓘
仰仁诠生年不详，湖州人。吴越第二代国王钱元瓘年间，他为牙将，以练达闻名。
长兴四年（933年）十二月，王弟顺化节度使、同平章事、判明州钱元珦骄纵不法，常对吴越王上书悖慢，又酷待下属。钱元瓘派仰仁诠去明州召钱元珦回都城钱塘。仰仁诠左右怕钱元珦难制，劝仰仁诠披甲率军前去，仰仁诠却不以为意，穿常服直抵明州。钱元珦见他到了，吓得腿发抖，没有生变就和他一同回钱塘。仰仁诠神情自若，时人服其度量。钱元瓘将钱元珦软禁在别第。天福二年（937年）三月，诛杀钱元珦。
五年（940年），吴越南面邻国闽国内战，皇帝王延羲和皇弟建州刺史王延政互攻，二月，王延羲派统军使潘师逵、吴行真率兵四万围建州。王延政求救于钱元瓘。钱元瓘不顾丞相林鼎反对，派宁国节度使（因宁国军在吴越北面邻国吴国治下，故为荣衔）、同平章事仰仁诠、内都监使薛万忠率兵四万相救。但王延政已先自己击败了王延羲军，四月，吴越军到，王延政奉牛酒犒军，请其班师。仰仁诠拒绝，在建州西北扎营。王延政害怕，转而求救于王延羲。王延羲以兄子泉州刺史王继业为行营都统率兵二万相救，作书责难吴越，又派兵断吴越军粮道。当时长期下雨，吴越军粮尽，五月，王延政出兵大破之，俘斩万计。仰仁诠只得撤军。
六年（941年）六月，仰仁诠在宁国军节度使、同参相府事任上过世。八月，钱元瓘薨，子钱弘佐继位为王。后来钱弘佐元配夫人杜氏薨，八年（943年）十一月，娶仰仁诠女仰氏为第二任夫人，即仰元妃。但仰元妃不久即去世。

## 评价
- 《十国春秋》论曰：仁诠雅有干略，虽失利南征，而盖愆末路，亦过不掩功者欤。